# Pere II de Xipre
Pere II de Xipre o Pere II el Gros de Lusignan (vers 1354 o 1357 − 13 octubre 1382), dit Pere el Gros, fou rei de Xipre del 17 de gener del 1369 fins a la seva mort el 1382. El període del seu regnat presenta una decadència en contrast amb el període anterior del seu pare. Durant el seu regnat, va perdre les possessions xipriotes del seu pare a l'Àsia Menor. Encara més, Xipre va patir una invasió desastrosa dels genovesos el 1373–1374 que anava dirigida a la captura de Famagusta, el port més gran i més important de l'illa, fet que va suposar l'inici del declivi. Les altres ciutats importants de Xipre també van resultar malmeses a causa de la guerra amb Gènova.

## Orígens familiars
Fou el fill de Pere I de Xipre i la seva segona muller Elionor d'Aragó. Va pujar al tron sent jove, després de l'assassinat del seu pare. També fou comte titular de Trípoli i de Jerusalem.

## Matrimoni
Es va proposar un enllaç matrimonial entre Pere i una filla de l'emperador romà d'Orient Joan V Paleòleg, però el suggeriment va ser refusat per raons polítiques, ja que els llatins no van rebre bé el possible matrimoni de Pere amb una princesa grega. La justificació que va ser donada als enviats dels Paleòleg era que el rei estava ocupat amb els perills que amenaçaven Xipre a causa de la invasió genovesa de l'illa.
Pere es va casar per poders a Milà el 2 d'abril del 1376 i en persona a l'església de Santa Sofia de Nicòsia, el juliol/agost del 1378, amb Valenza o Valentina Visconti (Milà, vers 1360 o 1360/1362 – Itàlia, vers 1393 abans del setembre del 1393), una filla de Bernabé Visconti, cosenyor de Milà, i la seva muller Beatriu della Scala. Van tenir una filla el 1379 o 1380 però va morir de nena a Nicòsia, abans del 3 d'octubre del 1382 i va ser enterrada a Sant Domenec, Nicòsia. L'esposa es va casar més tard, després del 1383, amb Galeazzo, comte de les Virtuts.
Va ser succeït no per la seva germana supervivent Margarida, sinó pel seu oncle, Jaume I de Xipre, ja que la seva única filla no va sobreviure i no va tenir altres fills.

## Regnat
Pere II va ser declarat rei de Xipre després de l'assassinat del seu pare el gener del 1369. Tanmateix, com que no era adult (15 anys), el seu oncle Joan de Lusignan, príncep titular d'Antioquia va governar el regne com a regent fins que Pere va tenir l'edat. El nomenament de Joan va trobar seriosa oposició de la reina Elionor, que creia que Joan havia estat implicat en l'assassinat del seu marit. Jurant revenja, Elionor va demanar ajut militar d'Europa per tal de castigar els assassins de Pere I. En les seves crides secretes a diversos costats, Gènova va respondre afirmativament i va aprofitar el moment per implicar-se en el control del Regne de Xipre. També el gran mestre de Rodes i el pare de la reina Elionor, fra Pere d'Aragó van anar per tal de gestionar els conflictes.
El 6 de gener del 1372, Pere II fou coronat a Nicòsia a la catedral de Santa Sofia com a rei de Xipre, i el 10 d'octubre a la Catedral de Sant Nicolau de Famagusta com a rei de Jerusalem. Gènova va trobar l'ocasió d'intervenció en Xipre després de la seva coronació. Mentre duraven les cerimònies de la coronació com a rei de Jerusalem, el 12 d'octubre, es van donar episodis seriosos de violència en què els protagonistes foren els venecians i els genovesos de Famagusta. Segons el costum, els dirigents d'aquelles dues comunitats de la colònia de Famagusta aguantaven, durant la cerimònia, dues regnes de cavall reial. Els fets van començar de cop després d'una discussió sobre qui aguantaria la regna esquerra i qui la dreta, el conflicte van continuar i es va estendre per la ciutat durant el vespre del sopar de celebració i més tard, als camins de Famagusta, on venecians i genovesos van tenir un enfrontament armat amb moltes víctimes i danys. D'aquestes lluites sagnants els comerciants genovesos en foren considerats responsables i van ser arrestats. La resta dels genovesos va denunciar després a Gènova l'arrest dels seus compatriotes i l'autoritat d'aquella república poderosa va creure que aquesta era la seva oportunitat per intervenir en el control de Xipre. Per tant, van organitzar una expedició que va ser finançada per genovesos rics. El cap de la força expedicionària militar era Pere di Campofregoso, germà del dux de Gènova.
Pere II i els seus consellers de Xipre, van creure que totes les forces militars disponibles haurien de ser cridades a l'illa per fer front a l'amenaça genovesa. Per tant, Pere va cedir Antalya (capturada pel seu pare, Pere I) a l'emir de Teke mitjançant un tractat. Els xipriotes van retirar les seves forces el 1373. Pere no va comandar la resistència contra Gènova, sinó que ho va deixar als seus oncles, Joan i Jaume. Per contra, el jove rei, que era amb la seva mare Elionor a Famagusta, va perdre aquesta ciutat que era un port molt important i en va resultar captiu. Famagusta, que estava excel·lentment fortificada, va ser presa pels genovesos amb una argúcia. Concretament, es va permetre l'entrada dels genovesos a la ciutat presumptament per negociacions, entrada que es va demostrar fatal.
Pere fou tingut captiu pel genovesos amb la seva mare Elionor. El genovesos també van atacar Limassol i Paphos, i també van entrar a la capital del regne, Nicòsia. Els seus dos oncles Joan i Jaume van resistir amb èxit contra els invasors al castell de Sant Hilari de la ciutat de Kyrenia. L'any següent (1374), el rei va ser forçat a signar un acord humiliant amb Gènova, el qual declarava Famagusta sota sobirania genovesa, imposava el pagament d'indemnitzacions enormes als genovesos, Kyrenia també passava a sobirania genovesa i Jaume havia d'abandonar Xipre. Jaume va obeir i va abandonar Kyrenia però quan marxava a Europa va ser arrestat pels genovesos malgrat la promesa que havien fet de deixar-lo anar. Només va retornar quan va esdevenir rei de Xipre.
Tota l'operació genovesa a Xipre, els va donar molts beneficis. Tanmateix, abans de marxar, van executar els qui van estar implicats en l'assassinat de Pere I com van prometre a Elionor, que després del final de la guerra contra Gènova va organitzar la mort del príncep Joan, a qui creia implicat en l'assassinat del seu marit.
La poderosa Elionor va entrar en conflicte amb Valentina després del seu casament amb Pere II, i també va ser implicada dins molts assumptes i escàndols. Per tant, Pere va decidir enviar fora de Xipre la seva mare. Malgrat les protestes de la seva mare, Elionor va tornar a territori de la corona catalana el setembre del 1378.
També Pere va tenir èxit en negociar un tractat de pau amb el sultà d'Egipte. Va construir i va millorar les fortificacions de Nicòsia. Va construir també una vil·la reial al poble de Potamia i altres tasques. Com el seu pare, creà les seves pròpies monedes. Va morir el 13 d'octubre del 1382 al Palau de La Cava, Nicòsia, i va ser enterrat a Sant Domenec a Nicòsia.